# Registro Nacional de Lugares Históricos no Condado de Dallas (Alabama)

Localização do Condado de Dallas no Alabama

Esta é uma lista de locais históricos do Registro Nacional de Lugares Históricos no Condado de Dallas, Alabama.
Esta é uma lista completa das propriedades e distritos no Registro Nacional de Lugares Históricos no Condado de Dallas, Alabama, Estados Unidos. Coordenadas de latitude e longitude são fornecidas para muitas propriedades e distritos do Registro Nacional; esses locais podem ser vistos juntos em um mapa online.
Há 34 propriedades e distritos listados no Registro Nacional no condado, incluindo 2 Marcos Históricos Nacionais. Há também uma propriedade na listagem anterior.
Esta lista do National Park Service é atualizada por meio das listagens recentes do NPS publicadas em 20 de dezembro de 2024.

## Listagem atual
| [ 3 ] | Nome no Registro                                 | Imagem                                                        | Data de inscrição                   | Localização | Cidade ou vila    | Descrição |
| ----- | ------------------------------------------------ | ------------------------------------------------------------- | ----------------------------------- | --- | ----------------- | --- |
| 1     | Igreja Presbiteriana Adams Grove                 | Igreja Presbiteriana Adams Grove Mais imagens                 | 5 de junho de 1986 (#86001239)      | Lado sul da Cahaba-Greenville Rd. 32° 16′ 20″ N, 87° 01′ 51″ O | Sardis            | Igreja presbiteriana com estrutura de madeira, construída no estilo neogrego em 1853.                                                                                           |
| 2     | Loja de Antiguidades                             | Loja de Antiguidades Mais imagens                             | 29 de janeiro de 1987 (#86003662)   | Fora da State Route 22 32° 39′ 32″ N, 86° 55′ 24″ O | Plantersville     | |
| 3     | Igreja Episcopal Metodista Africana Capela Brown | Igreja Episcopal Metodista Africana Capela Brown Mais imagens | 4 de fevereiro de 1982 (#82002009)  | 410 Martin Luther King, Jr. St. 32° 24′ 45″ N, 87° 00′ 58″ O | Selma             | Igreja Metodista Episcopal Africana de tijolos, construída em 1908. Conhecida por sua associação com o Movimento pelos Direitos Civis e as marchas de Selma a Montgomery.       |
| 4     | Casa de Burwell-Dinkins-Anderson                 | Carregar imagem                                               | 17 de junho de 2022 (#100007801)    | 700 L.L. Anderson Ave. 32° 25′ 06″ N, 87° 01′ 44″ O | Selma             | |
| 5     | Cahaba                                           | Cahaba Mais imagens                                           | 8 de maio de 1973 (#73000341)       | 11 milhas (18 km) a sudoeste de Selma, no entroncamento dos rios Cahaba e Alabama 32° 19′ 07″ N, 87° 05′ 57″ O | Cahaba            | Primeira capital permanente do estado do Alabama (1820–1825); atualmente uma cidade fantasma.                                                                                   |
| 6     | Distrito Histórico de Carlowville                | Distrito Histórico de Carlowville Mais imagens                | 18 de janeiro de 1978 (#78000487)   | 17 milhas (27 km) ao sul de Selma na State Route 89 32° 05′ 15″ N, 87° 02′ 01″ O | Carlowville       | |
| 7     | Igreja Cristã e Casa Paroquial                   | Igreja Cristã e Casa Paroquial Mais imagens                   | 29 de janeiro de 1987 (#86003664)   | Fora da State Route 22 32° 39′ 24″ N, 86° 55′ 29″ O | Plantersville     | |
| 8     | Tribunal do Condado de Dallas                    | Tribunal do Condado de Dallas Mais imagens                    | 20 de junho de 1975 (#75000310)     | 109 Union St. 32° 24′ 18″ N, 87° 01′ 33″ O | Selma             | Prédio de tijolos de três andares no estilo neoclássico grego, construído como Instituto Maçônico Central em 1847. Mais tarde, serviu como tribunal do condado e como hospital. |
| 9     | Doctor's Office                                  | Carregar imagem                                               | 29 de janeiro de 1987 (#86003663)   | Esquina da 1st Ave. ao norte da Oak St. e 1st Ave. 32° 41′ 03″ N, 86° 55′ 24″ O | Plantersville     | |
| 10    | Casa de Driskell-Martin                          | Casa de Driskell-Martin Mais imagens                          | 29 de janeiro de 1987 (#86003661)   | Canto noroeste da esquina da Cherry St. com a 1st Ave. 32° 39′ 36″ N, 86° 55′ 26″ O | Plantersville     | |
| 11    | Primeira Igreja Batista                          | Primeira Igreja Batista                                       | 20 de setembro de 1979 (#79000383)  | 709 Martin Luther King, Jr. St. 32° 24′ 51″ N, 87° 01′ 04″ O | Selma             | Igreja batista historicamente afro-americana, construída no estilo neogótico em 1894. Conhecida por sua associação com o Movimento dos Direitos Civis.                          |
| 12    | Casa de J. Bruce Hain                            | Casa de J. Bruce Hain                                         | 30 de novembro de 2001 (#01001295)  | 5826 State Route 41 32° 17′ 17″ N, 86° 59′ 14″ O | Sardis            | |
| 13    | Distrito Histórico de Icehouse                   | Distrito Histórico de Icehouse Mais imagens                   | 28 de junho de 1990 (#90000886)     | Limitada aproximadamente pelas avenidas Jefferson Davis e Dallas, pelas ruas Union e Lapsley e pelo Valley Creek 32° 24′ 39″ N, 87° 01′ 54″ O | Selma             | |
| 14    | Marshall's Grove                                 | Marshall's Grove                                              | 4 de fevereiro de 1982 (#82002010)  | State Route 22 32° 27′ 58″ N, 87° 00′ 23″ O | Selma             | |
| 15    | Casa de John Tyler Morgan                        | Casa de John Tyler Morgan Mais imagens                        | 27 de setembro de 1972 (#72000159)  | 719 Tremont St. 32° 24′ 49″ N, 87° 01′ 39″ O | Selma             | |
| 16    | Igreja Presbiteriana Northern Heights            | Carregar imagem                                               | 24 de junho de 2022 (#100007813)    | 1575 Marie Foster St. 32° 25′ 15″ N, 87° 00′ 52″ O | Selma             | |
| 17    | Distrito Histórico da Cidade Velha               | Distrito Histórico da Cidade Velha Mais imagens               | 3 de maio de 1978 (#78000486)       | Limitado aproximadamente pelo rio Alabama, Jefferson Davis Ave., Pettus, Broad e Franklin Sts.; também Jefferson Davis Ave.; uma área limitada aproximadamente por Broad, Dallas, U.S. Route 80 e Franklin; Selma Ave.; e Franklin St. 32° 24′ 37″ N, 87° 01′ 31″ O | Selma             | Os limites após o "também" representam um aumento de limite de 15 de dezembro de 2003                                                                                           |
| 18    | Ponte Edmund Pettus                              | Ponte Edmund Pettus Mais imagens                              | 27 de fevereiro de 2013 (#13000281) | U.S. Route 80 através do rio Alabama 32° 24′ 20″ N, 87° 01′ 07″ O | Selma             | |
| 19    | Casa de Wesley Plattenburg                       | Casa de Wesley Plattenburg Mais imagens                       | 3 de fevereiro de 1993 (#92001827)  | 601 Washington St. 32° 24′ 50″ N, 87° 01′ 20″ O | Selma             | |
| 20    | Igreja Presbiteriana de Pleasant Hill            | Igreja Presbiteriana de Pleasant Hill Mais imagens            | 22 de abril de 1999 (#99000465)     | 0,2 milhas (0,32 km) a leste da junção das estradas do condado 7 e 12 32° 09′ 53″ N, 86° 54′ 30″ O | Pleasant Hill     | Igreja presbiteriana com estrutura de madeira, construída no estilo neoclássico grego em 1851.                                                                                  |
| 21    | Riverdale                                        | Riverdale Mais imagens                                        | 10 de setembro de 1979 (#79000384)  | Nordeste de Selma na River Rd. 32° 26′ 02″ N, 86° 52′ 11″ O | Selma             | |
| 22    | Distrito Histórico de Riverview                  | Distrito Histórico de Riverview Mais imagens                  | 28 de junho de 1990 (#90000887)     | Limitado aproximadamente pela Selma Ave., Satterfield e Lapsley Sts., e pelo rio Alabama 32° 24′ 11″ N, 87° 01′ 51″ O | Selma             | |
| 23    | Igreja Episcopal de São Lucas                    | Igreja Episcopal de São Lucas Mais imagens                    | 25 de março de 1982 (#82002008)     | Beech St. (Cahaba Rd.) perto do cruzamento com a Capitol Ave. 32° 19′ 09″ N, 87° 06′ 19″ O | Cahaba            | Igreja episcopal com estrutura de madeira, construída no estilo gótico carpinteiro em 1854.                                                                                     |
| 24    | Igreja Episcopal de São Paulo                    | Igreja Episcopal de São Paulo Mais imagens                    | 25 de março de 1975 (#75000311)     | 210 Lauderdale St. 32° 24′ 31″ N, 87° 01′ 18″ O | Selma             | Igreja episcopal de tijolos, construída no estilo neogótico em 1875. |
| 25    | Distrito Histórico da Universidade de Selma      | Distrito Histórico da Universidade de Selma                   | 14 de julho de 2023 (#100009126)    | 1501 Boynton St. 32° 25′ 13″ N, 87° 01′ 54″ O | Selma             | |
| 26    | Casa de Marcus Meyer Skinner                     | Casa de Marcus Meyer Skinner Mais imagens                     | 27 de agosto de 1987 (#87001418)    | 2612 Summerfield Rd. 32° 26′ 15″ N, 87° 02′ 01″ O | Selma             | |
| 27    | Street Manual Training School                    | Street Manual Training School                                 | 28 de julho de 1999 (#99000891)     | 263 County Road 38 32° 06′ 49″ N, 87° 03′ 35″ O | Richmond e Minter | |
| 28    | Sturdivant Hall                                  | Sturdivant Hall Mais imagens                                  | 18 de janeiro de 1973 (#73000340)   | 713 Mabry St. 32° 24′ 47″ N, 87° 01′ 44″ O | Selma             | Mansão em estilo neoclássico grego projetada por Thomas Helm Lee e concluída em 1856.                                                                                           |
| 29    | Distrito de Summerfield                          | Distrito de Summerfield                                       | 1º de março de 1982 (#82002011)     | Selma-Summerfield e Marion Rds., Centenary e College Sts. 32° 31′ 03″ N, 87° 02′ 45″ O | Summerfield       | |
| 30    | Igreja Batista do Tabernáculo                    | Igreja Batista do Tabernáculo                                 | 10 de julho de 2013 (#13000469)     | 1431 Broad St. 32° 25′ 11″ N, 87° 01′ 28″ O | Selma             | |
| 31    | Todd House                                       | Todd House Mais imagens                                       | 29 de janeiro de 1987 (#86003665)   | Lado sul da Oak St., a oeste da 1st Ave. 32° 39′ 21″ N, 86° 55′ 52″ O | Plantersville     | |
| 32    | U.S. Post Office Building                        | U.S. Post Office Building Mais imagens                        | 26 de março de 1976 (#76000322)     | 908 Alabama Ave. 32° 24′ 27″ N, 87° 01′ 15″ O | Selma             | Prédio do governo federal em estilo Beaux-Arts, projetado por James Knox Taylor e concluído em 1909.                                                                            |
| 33    | Igreja Presbiteriana de Valley Creek             | Igreja Presbiteriana de Valley Creek                          | 28 de maio de 1976 (#76000323)      | Ao norte de Selma, na Valley Creek Rd. 32° 28′ 14″ N, 87° 01′ 28″ O | Valley Grande     | Igreja presbiteriana de tijolos, construída no estilo neoclássico grego em 1857.                                                                                                |
| 34    | Distrito Histórico da Avenida Water              | Distrito Histórico da Avenida Water Mais imagens              | 26 de dezembro de 1972 (#72000160)  | Water Ave.; também Water Ave. delimitada por Lauderdale, MLK Boulevard, Beech Creek e o rio Alabama 32° 24′ 27″ N, 87° 01′ 00″ O | Selma             | O segundo conjunto de limites representa aumentos de limites aprovados em 7 de julho de 2005 e 25 de junho de 2021                                                              |

## Listagens anteriores
| [ 3 ] | Nome no Registro                       | Imagem                                 | Data de inscrição                 | Data de remoção      | Localização                                    | Cidade ou vila | Descrição |
| ----- | -------------------------------------- | -------------------------------------- | --------------------------------- | -------------------- | ---------------------------------------------- | -------------- | --------- |
| 1     | Casa de Sullivan e Richie Jean Jackson | Casa de Sullivan e Richie Jean Jackson | 18 de janeiro de 2014 (#13001033) | 3 de janeiro de 2025 | 1416 Lapsley Ave. 32° 25′ 09″ N, 87° 01′ 52″ O | Selma          |           |